# Эспанья, Бернар д’
Берна́р д’Эспанья́ (фр. Bernard d'Espagnat; 22 августа 1921 года — 1 августа 2015 года) — французский физик-теоретик и философ, автор работы о природе реальности.
Цитата: «Доктрина, что мир состоит из объектов, существование которых не зависит от человеческого сознания, оказывается в конфликте с квантовой механикой и фактами, установленными экспериментом».

## Ранние годы
Родился в городе Фурманьяк (Fourmagnac) во Франции, но большую часть детства провёл в Париже вместе со своим отцом, художником-постимпрессионистом Жоржем д’Эспаньей, и матерью, привившей ему любовь к классической литературе и искусству. Учёба в лучших школах Парижа определила его увлечение гуманитарными науками, особенно философией. Однако Д’Эспанья сосредоточился в первую очередь на изучении науки и математики, полагая, что дальнейшее изучение философии потребует знаний и опыта в области современной науки.
В 1939 году планировал поступить в Политехническую Школу, но Вторая мировая война вынудила повременить его с этим решением.

## Образование и карьера
Получил докторскую степень в Сорбонне в Институте Анри Пуанкаре под руководством Луи де Бройля. Он был исследователем в Национальном центре научных исследований с 1947 по 1957. В этот период он также работал с Энрико Ферми в Чикаго (1951-52) и над исследовательским проектом под руководством Нильса Бора в институте в Копенгагене (1953-54). Затем он продолжил свою научную карьеру как физик-теоретик в Европейской организации по ядерным исследованиям в Женеве (1954-59).
С 1959 вплоть до своей отставки в 1987 году, работал на должности старшего преподавателя на факультете естественных наук в Сорбонне. Он был директором Лаборатории теоретической физики и элементарных частиц в Университете Париж-юг XI (г. Орсе) в 1980-87 гг . Он был приглашённым профессором в Университете штата Техас, Остин в 1977 году и в Университете Калифорнии — Санта-Барбаре в 1984 году.
Он являлся членом Брюссельской Международной академии философских наук с 1975 года и французской Академии моральных и политических наук с 1996 года. Его эксперименты с теоремой Белла привели его к созданию положения о концепции завуалированной реальности, что привлекло внимание членов Фонда Джона Темплтона. В марте 2009 года д’Эспанья стал лауреатом премии Темплтона, присуждённой ему за «труд, признающий, что наука не может полностью объяснить природу бытия».

## Философское мировоззрение
Ученого беспокоило недостаточное внимание большинства физиков к философским вопросам квантовой механики. В своей первой книге «Концепции современной физики» (1965) (Conceptions of Contemporary Physics) он сформулировал эти вопросы и предложил возможные их решения.
Впоследствии был одним из первых интерпретаторов глубокого философского смысла экспериментальных исследовательских программ в квантовой физике. В своей статье для журнала «Scientific American», «Квантовая теория и реальность» (1979 г.), и книге-бестселлере «À la recherche du réel, le regard d’un physicien» («В поисках реальности — взгляд физика») он призвал физиков и философов вновь задуматься о вопросах, с давних пор считавшихся второстепенными, но которые сегодня служат основой для новых областей исследований о природе реальности.
В «Le réel voilé, analyse des concepts quantiques» («Завуалированная реальность: анализ концепций современной квантовой механики») д’Эспанья ввёл термин «завуалированной реальности» и объяснил, почему важные эксперименты, проводившиеся в течение последнего десятилетия, не привели к возрождению традиционного реализма. Работа «On Physics and Philosophy» (опубликована во Франции в 2002 году журналом «Traité de physique et de philosophie») была воспринята как "безусловно самая полная книга, когда-либо написанная на эту тему, которая будет востребована еще долгое время… ". Его последняя книга называется «Candide et le physicien» (с фр. — «Кандид и физик»): написанная совместно с Клодом Саличети и опубликованная в 2008 году, она представляет собой популярное руководство с ответами на 50 вопросов, разрушающих стереотипы современной физики и демонстрирующих концептуальные и философские изменения, которые влечёт за собой правильная постановка этих вопросов.

## Книги д’Эспаньи
- 1965 — Conceptions de la physique contemporaine; les interprétations de la mécanique quantique et de la mesure. Paris: Hermann.
- 1976 — Conceptual Foundations of Quantum Mechanics, 2nd ed. Addison Wesley.
- 1982 — Un atome de sagesse: Propos d’un physicien sur le réel voilé. Paris: Le Seuil.
- 1983 — In Search of Reality. Springer. Trans. of A la recherche du réel, le regard d’un physicien.
- 1984 — Nonseparability and the Tentative Descriptions of Reality.
- 1989 — Reality and the Physicist :Knowledge, Duration and the Quantum World. Cambridge Univ. Press., 284 pages, by Bernard D’Espagnat;J C Espagnat Bernard D’Whitehouse ISBN 978-0-521-33846-2. Transl. of Une incertaine réalité; le monde quantique, la connaissance et la durée.
- 1990 — Penser la science ou les enjeux du savoir.
- 1990 — Georges d’Espagnat.
- 1993 (в сотрудничестве) — Regards sur la matière des quanta et des choses.
- 1994 — Le Réel voilé, analyse des concepts quantiques. English Transl. (2003), Veiled Reality: An Analysis of Quantum Mechanical Concepts, 2003, Westview Press, Boulder, Colorado, 494 pages. ISBN 978-0-8133-4087-6 ISBN 081334087X
- 1997 — Physique et réalité, un débat avec Bernard d’Espagnat. Atlantica Séguier Frontieres. ISBN 978-2-86332-216-1.
- 1998 — Ondine et les feux du savoir. Carnets d’une petite sirène.
- 1999 — Conceptual Foundations of Quantum Mechanics,Westview Press,Second Edition, Paperback · 352 Pages, ISBN 978-0-7382-0104-7
- 2006 — On physics and philosophy. Princeton University Press. ISBN 978-0-691-11964-9 Translation of 2002, Traité de physique et de philosophie.
- 2008 — Candide et le physicien (Candide and the Physicist), with Claude Saliceti.